# Las tres voces de Durango
Las tres voces de Durango (XETPH-AM) es una estación de radio ubicada en Santa María de Ocotán, Durango. Transmitiendo en 960 AM, XETPH es operado por el Sistema de Radiodifusoras Culturales Indígenas (SRCI) de la Comisión Nacional para el Desarrollo de los Pueblos Indígenas (CDI) y se conoce como Las Tres Voces de Durango. 

## Historia
Es la estación número 21 en el sistema SRCI de estaciones de radio indígenas, que se emitió el 8 de noviembre de 2012 con programación en Tepehuano, Náhuatl y Wixarika. Fue la primera estación de radio SRCI AM desde que XENKA-AM salió al aire en 1995.